# Mizerka
Mizerka – wieś w Polsce położona w województwie mazowieckim, w powiecie sochaczewskim, w gminie Nowa Sucha.
Wieś wchodzi w skład sołectwa Mizerka-Stary Żylin.
| SIMC    | Nazwa         | Rodzaj    |
| ------- | ------------- | --------- |
| 0733814 | Nowa Mizerka  | część wsi |
| 0733820 | Stara Mizerka | część wsi |

W latach 1975–1998 miejscowość administracyjnie należała do województwa skierniewickiego.